# Klokkehonningurt
Klokkehonningurt (Phacelia campanularia) er en blomst, der stammer fra Californien. De er 14 til 20 cm høje planter med brede let takkede blade. Får blå klokkeformede blomster. Tåler fuld sol.